# Амайя, Кармен
Ка́рмен Ама́йя (исп. Carmen Amaya; 2 ноября 1918, Барселона — 19 ноября 1963, Багур) — испанская танцовщица, певица, актриса кино, легендарная исполнительница танца фламенко.

## Биография
По происхождению цыганка, дочь гитариста Франсиско Амайя (прозвище Эль Чино, Китаец). Танцевала с шести лет, вместе с отцом выступала в барселонском ресторане «Семь ворот». Её талант первым заметил каталонский художественный критик Себастьян Гаш. В 1923 выступила в Мадриде. В 1929 дебютировала в Париже, имела огромный успех, выступала в труппе Ракель Мельер.

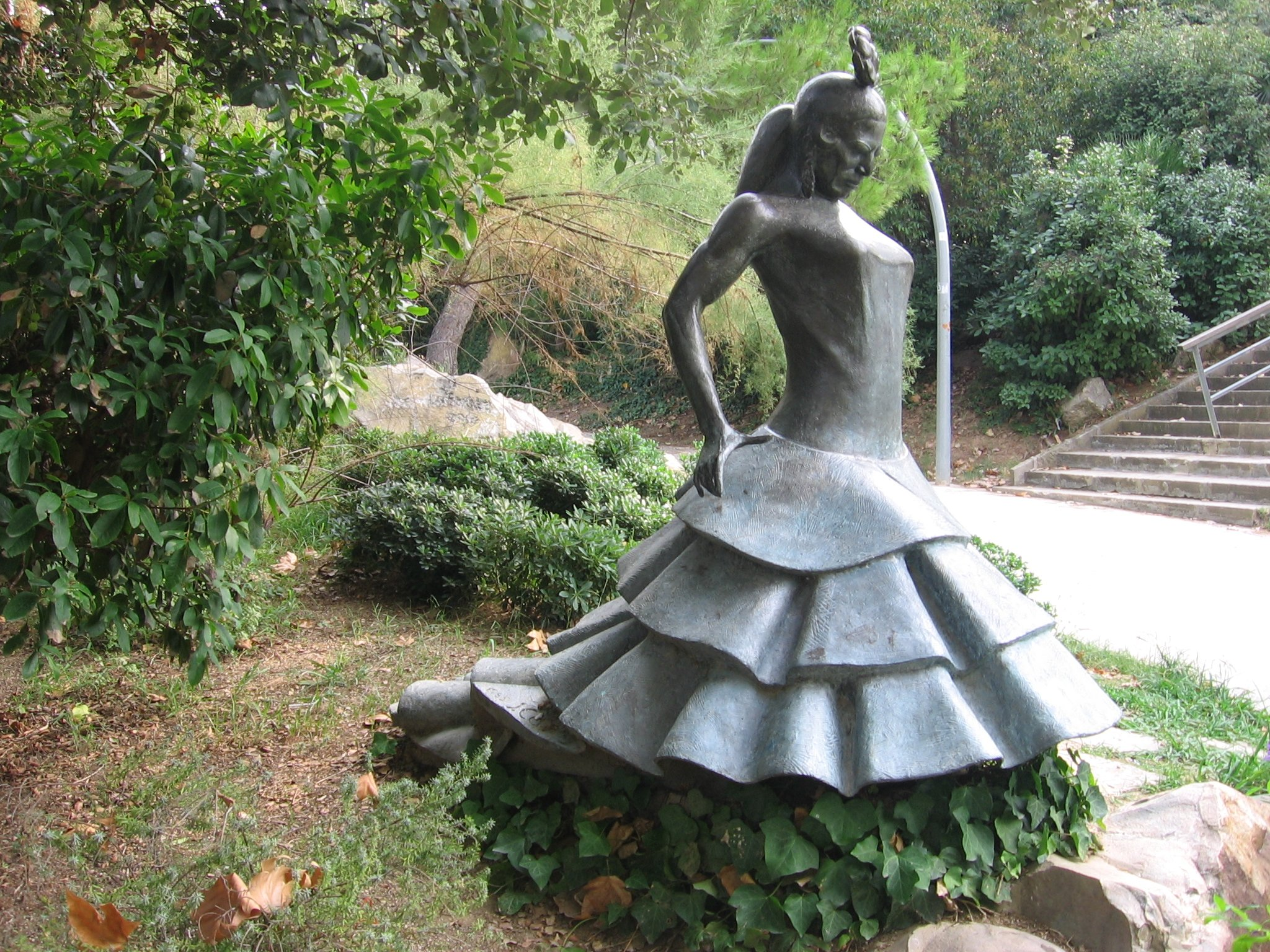
Памятник Кармен Амайе в Садах Хуана Броссы, Барселона

С 1936 жила и гастролировала за рубежом — в Португалии, США, странах Латинской Америки, Франции, Великобритании, Южной Африке. Получила высокие отзывы Артуро Тосканини и Леопольда Стоковского. С 1935 снималась в кино, наиболее известна её последняя кинороль в фильме «Семья Тарантос» (1963, цыганская версия «Ромео и Джульетты», с участием также Антонио Гадеса). Выступала в Белом Доме в 1944 по приглашению президента Рузвельта, в 1953 — по приглашению президента Трумэна.
Вернулась в Испанию в 1947. С успехом выступала в стране и гастролировала за рубежом до самой смерти. Актриса скончалась 19 ноября 1963 года. Похоронена на Монжуикском кладбище в Барселоне.

## Признание
В парке Монжуик (в настоящее время — Парк Хуана Броссы) в 1966 году был воздвигнут памятник Кармен Амайе.
В 1959 году в честь великой байлаоры был установлен Фонтан Кармен Амайи работы известного скульптора Рафаэля Соланика. Фонтан был открыт в присутствии самой байлаоры Кармен Амайя.
В 1988 году в Барселоне в Испанской деревне в честь Кармен Амайи был открыта площадка для исполнения танца фламенко «Таблао де Кармен» на том самом месте, где юная байлаора исполняла этот танец для короля Испании Альфонсо XIII во время Всемирной выставки, проходившей в Барселоне в 1928 году. В «Таблао де Кармен» выставлены оригинальные фотографии легендарной танцовщицы, а по особым праздникам можно услышать, как звучит гитара ее мужа, Хуана Антонию Агуэро (работы легендарного мастера Сантоса Эрнандеса — 1930 года), являющаяся частью наследия великой танцовщицы и принадлежащая семье основателей «Таблао де Кармен».